# ジェキエー

バイーア州におけるジェキエーの位置

ジェキエー（ポルトガル語: Jequié）は、ブラジルバイーア州の都市である。州都サルヴァドールから360km離れている。人口は15万6125人（2020年）。

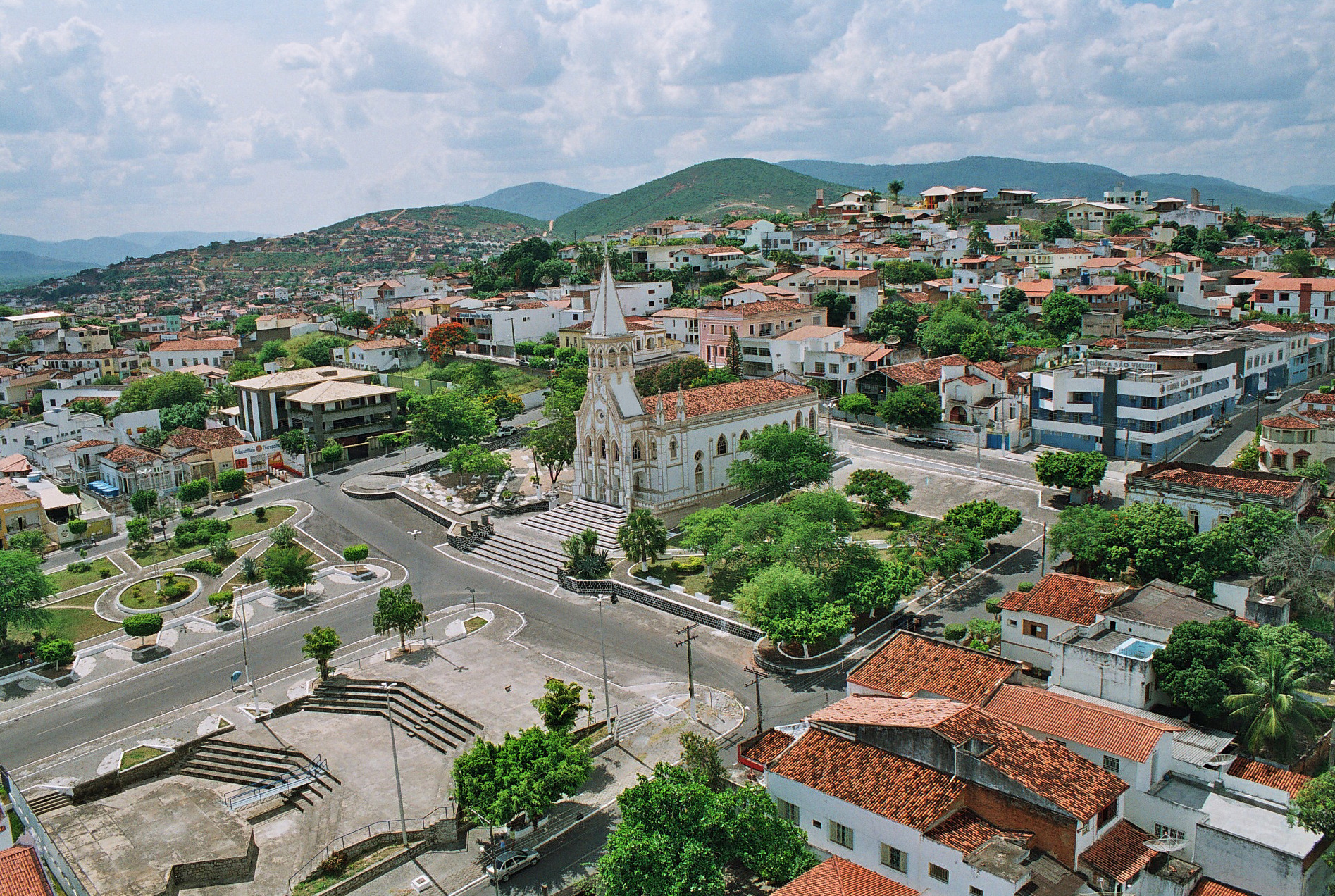
ジェキエーの教会と市街の眺め

## 出身者
- タウリノ・アラウジョ - 弁護士
- ギレルメ・オリベイラ・サントス - サッカー選手